# Puglia
«Пулья» (італ. Puglia) — бронепалубний крейсер Королівських ВМС Італії кінця XIX століття типу «Реджіоні».

## Історія створення
Крейсер «Пулья» був закладений у жовтні 1893 року на верфі ВМФ Італії у м. Таранто. Він був першим  великим військовим кораблем, збудованим на цій верфі. Корабель був спущений на воду 22 вересня 1898 року, вступив у стрій 26 травня 1901 року.

## Історія служби
На момент вступу крейсера у стрій він вже був застарілий, тому його відправили на Далекий Схід. У 1908 році корабель відвідав Бразилію.
Коли розпочалась італійсько-турецька війна, крейсер «Ельба» перебував у східноафриканських італійських колоніях Еритреї та Сомалі. 19 листопада він разом з крейсером «Калабрія» обстрілював місто Акаба. Надалі крейсер брав участь в обстрілах ворожого узбережжя та блокаді міста Ходейда.
Після вступу Італії у війну крейсер «Пулья» здійснював патрулювання в Адріатичному морі. 27 січня 1915 року поблизу Дураццо він зустрів Австро-угорський крейсер-скаут «Новара», але ворожий корабель відступив, не відкривши вогню.
Наприкінці лютого 1916 року «Пулья» разом з крейсером «Лібія» прикривали евакуацію залишків сербської армії з Дураццо.
У 1917 році «Пулья» був переобладнаний на мінний загороджувач. У цій ролі він прослужив до початку 1920-х років.
Після закінчення війни «Пулья» патрулював узбережжя Далмації. 11 липня 1920 року члени екіпажу були втягнуті у заворушення, які відбулись у Спліті. Під час сутички з хорватами, настроєними антиіталійськи, капітан корабля Томмазо Гуллі (італ. Tommaso Gulli) та один матрос були убиті.
22 березня 1923 року корабель був проданий на брухт. Коли він був розібраний, Беніто Муссоліні подарував носову частину корабля письменнику Габріеле д'Аннунціо, палкому прихильнику ідей фашизму, який встановив її на меморіалі «Vittoriale degli italiani» у місті Гардоне-Рив'єра.

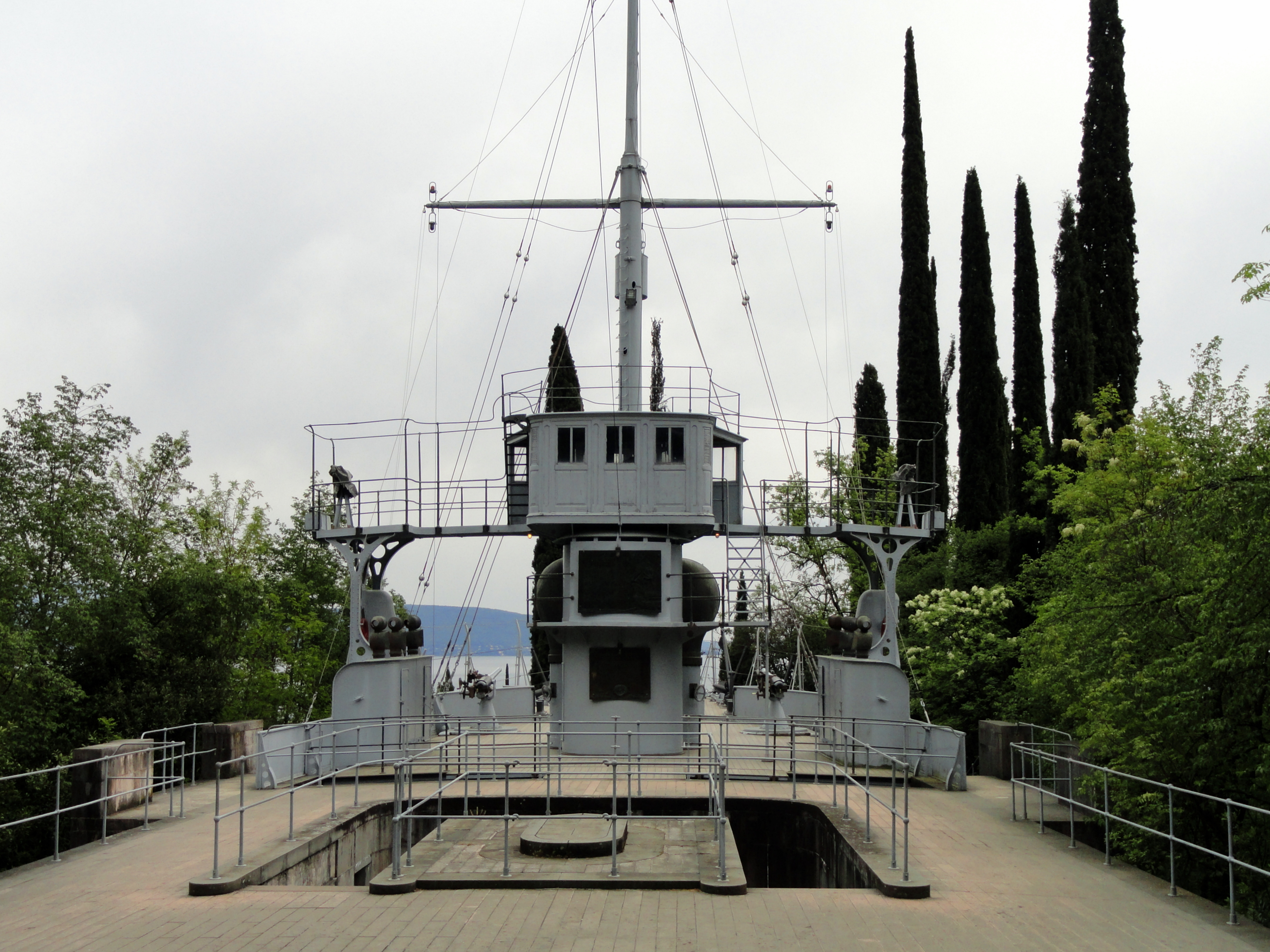
Носова частина крейсера «Пулья» на меморіалі «Vittoriale degli italiani»